# Мајмунска посла (филм из 1952)
Мајмунска посла (енгл. Monkey Business) је америчка комедија из 1952. редитеља Хауарда Хокса са Керијем Грантом, Џинџер Роџерс и Мерилин Монро у главним улогама.

## Улоге
| Глумац           | Улога                |
| ---------------- | -------------------- |
| Кери Грант       | Барнаби Фултон       |
| Џинџер Роџерс    | Едвина Фултон        |
| Мерилин Монро    | Лоис Лорел           |
| Чарлс Коберн     | Оливер Оксли         |
| Хју Марлоу       | Хенк Ентвисл         |
| Хенри Летондал   | Џером Кицел          |
| Роберт Корнтвејт | Др. Золдек           |
| Лари Китинг      | Калверли             |
| Даглас Спенсер   | др Брунер            |
| Естер Дејл       | Госпођица Рајнландер |
| Џорџ Винслоу     | мали Индијанац       |